# Márcia X
Márcia Pinheiro de Oliveira (Rio de Janeiro, 1959 - Rio de Janeiro, 2005) là một nghệ sĩ biểu diễn và họa sĩ người Brazil. Các buổi biểu diễn, video của cô thường đề cập đến các chủ đề về tình dục, khêu gợi, chủ nghĩa hưởng thụ, thời thơ ấu và tôn giáo, thường sử dụng đồ chơi tình dục, đồ chơi trẻ em.

## Sự nghiệp
Márcia X học tại trường Nghệ thuật Parque Lage ở Rio de Janeiro vào đầu những năm 1980. Trong thời gian đó, cô tham gia vào Salão Nacional de Artes Plásticas tổ chức lần thứ ba, nơi màn biểu diễn Cozinhar-te của cô đã giúp cô giành giải thưởng Priemio Viagem ao País.
Năm 1985, cô bắt đầu cộng tác trong các hoạt động biểu diễn với nhà thơ và nghệ sĩ Alex Hamburgo.
Vào năm 1988 và 1990, cô có các chương trình solo đầu tiên của mình, Ícones do Gênero Humano, tại Centro Cultural Cândido Mendes, Rio de Janeiro và Coleção Gênios da Pintura tại Galeria Casa Triângulo, São Paulo.
Trong Os Kaminhas Sutrinhas (1995), búp bê không đầu theo cặp hoặc bộ ba bắt chước hành vi tình dục trên giường đồ chơi được trang trí với họa tiết trẻ con.
Vào cuối năm 2005, Márcia X đã có tác phẩm Desenhando com Terços trong triển lãm "Erótica - Os sentidos da arte", được giám tuyển bởi Tadeu Chiarelli cho sự kiện Centro Cultural Banco do Brasil. Được tạo thành từ hai cặp tràng hạt được thể hiện dưới hình thức dương vật, tác phẩm được coi là gây khó chịu cho sự hỗn hợp của chủ nghĩa Công giáo và khêu gợi và được yêu cầu xóa khỏi cuộc triển lãm vào tháng 4 năm 2006. Bất chấp sự phản đối của cộng đồng nghệ thuật bảo vệ tự do ngôn luận, tác phẩm đã được gỡ bỏ khỏi chương trình. Bộ trưởng Bộ Văn hóa, Gilberto Gil, đã lên án công việc kiểm duyệt.